# Salles (Lot-et-Garonne)
Salles é uma comuna francesa na região administrativa da Nova Aquitânia, no departamento de Lot-et-Garonne. Estende-se por uma área de 21,58 km². Em 2010 a comuna tinha 302 habitantes (densidade: 14 hab./km²).